# Natitingou
Natitingou   este un oraș  în  Benin. Este reședința  departamentului  Atakora.